# After Secret
L’After Secret constitue le prolongement de l'émission hebdomadaire Secret Story, diffusé sur Internet pendant les saisons 3 et 4 et depuis la saison 5, également diffusé sur TF1, en 3e partie de soirée. Cette émission est présentée par Adrien Lemaître et Benjamin Castaldi jusqu'à la cinquième saison. De la sixième saison à la huitième saison, Benjamin Castaldi présente l'émission seul, tandis que Adrien Lemaître devient simple chroniqueur. Lors de la neuvième saison, Christophe Beaugrand présente l'émission seul, tandis que Adrien Lemaître est chroniqueur. L’After Secret est supprimé lors de la dixième saison et de la onzième saison, au profit du Débrief du vendredi auquel sont réservées les principales exclusivités. Lors de la douzième saison, Christophe Beaugrand présente l'émission à nouveau, tandis que Julien Dachaud est chroniqueur. L’After Secret est de nouveau supprimé pour la treizième saison pour principalement des raisons budgétaires.

## Principe
Immédiatement après chaque émission hebdomadaire de Secret Story, l'animateur interviewe le dernier candidat éliminé à son issue, en revenant sur son parcours au sein de l'aventure. Une connexion avec la maison des secrets est effectuée durant laquelle le candidat sortant révèle son secret à tous les candidats s'il l'a gardé intact jusqu'alors. D'anciens candidats peuvent également être conviés par l'équipe sur le plateau afin d'être interviewés en fonction de leurs actualités respectives. En fin d'émission, des extraits non diffusés à la télévision sont diffusés. Si un événement important se produit dans la maison lors de l'After, il est alors diffusé en direct par le biais d'une connexion avec celle-ci.
Lors de la deuxième saison, un logo et un générique font leur apparition. Lors des huitième et neuvième saisons, la chronique humoristique Mister Secret issue des primes depuis la saison 3 est également étendue à l'After. À partir de la saison 12, Mister Secret est supprimé et remplacé par une nouvelle rubrique Inspecteur Secret. Le générique de l'After Secret reprend le même sample de guitare que celui de Secret Story.

## Saisons

### Saison 3 et 4 (2009-2010)
L'émission est diffusée pendant la saison 3 et 4 sur le site TF1 après le prime. L'émission est animée par Adrien Lemaître. Lors de la finale de la saison 4, l'émission est diffusée exeptionnellement après la finale sur TF1.

### Saison 5 (2011)
L'émission est désormais diffusée sur TF1. Adrien Lemaître et Benjamin Castaldi présentant conjointement l'After.

### Saison 6 (2012)
Benjamin Castaldi est désormais le seul à animer l'émission ; Adrien Lemaître n'en est qu’un chroniqueur.

### Saison 7 (2013)
Nadège Lacroix, gagnante de la saison précédente, est chroniqueuse dans l'émission avec Adrien Lemaître.

### Saison 9 (2015)
Leïla Ben Khalifa, qui a remporté l'édition précédente, est chroniqueuse au sein de l'émission avec Adrien Lemaître et Julie Taton. À la suite de la vague d'attentats terroristes perpétrés en région parisienne le vendredi 13 novembre 2015 à quelques minutes de la finale, Endemol et TF1 décrètent l'annulation de cette dernière, et accessoirement celle du dernier After supposé lui succéder. Le 24 mai 2016, Secret Story est renouvelé pour une dixième saison, ce qui n'est pas le cas de l'After.

### Saison 12 (2024)
Christophe Beaugrand présente l'émission de nouveau, tandis que Julien Dachaud est chroniqueur. L'élimination des candidats se déroule à l'issue de la quotidienne du vendredi en public, depuis le plateau attenant à la maison. Cette quotidienne est directement suivie d'un After diffusé sur TFX à 18h55.

## Audience
Lors de la troisième et quatrième saison, l'émission diffusée sur Internet roralise une audience d'environ 400 000 téléspectateurs (direct + différé). Le 22 octobre 2010, l'émission est également diffusée sur TF1, et rassemble 1,93 million de téléspectateurs, soit 36,4 % de part de marché.
Depuis son arrivée sur TF1 pour la cinquième saison, l'After voit son audience augmenter chaque semaine en débutant à 1 300 000 téléspectateurs le 15 juillet 2011 pour atteindre le vendredi 5 août 2011 près de 2 100 000 téléspectateurs pour 38 % de part de marché sur les 4 et plus et 70 % sur les jeunes de 15-24 ans[réf. nécessaire].
| Légende : Saison 5/Saison 6/Saison 7/Saison 8/Saison 9/Saison 12/ |

| Légende : Saison 5/Saison 6/Saison 7/Saison 8/Saison 9/Saison 12/ |